# Kepa Junkera
Kepa Junkera Urraza (Bilbao, 10 de abril de 1965) es un músico, compositor y productor español de música folk en euskera. Maestro de la trikitixa, ha publicado treinta álbumes hasta 2018.
A lo largo de su trayectoria ha obtenido numerosos reconocimientos y galardones. En 2003 el premio de folclore Eduardo Martínez Torner «por haber revolucionado el mundo de la trikitixa». En 2004 obtuvo el Premio Grammy Latino al mejor álbum folk por su disco en directo K.

## Trayectoria

### Orígenes
El compositor, productor y músico Kepa Junkera (originalmente Junquera) nace en Bilbao en 1965 y vive su infancia y juventud en el barrio de Recalde, lo que marcó su carácter. Sus primeros contactos con la música le vienen de su abuelo materno quien, en las romerías de entonces, acompañaba con la pandereta a su hija (la madre de Kepa) mientras ésta daba los primeros pasos de baile como pareja de Txilibrin.
En su discografía encontramos un primer disco llamado, Kepa, Zabaleta eta Motriku (1987), donde empieza a vislumbrarse la gran transformación que llevará a cabo tanto en la manera de interpretar como de componer en la trikitixa. A este álbum le siguió Triki up (1990) y Trikitixa Zoom (1991), en los que fusionó la triki con el Jazz resultando dos trabajos vanguardistas que se adelantaron a su tiempo y que marcaron en su momento un hito dentro de la trikitixa tradicional. Trans Europe Diatonique (1993) es el resultado de la colaboración con dos músicos como Riccardo Tessi y John Kirkpatrick que tras recorrer Europa dando conciertos plasman sus experiencias en este trabajo que resultó una mezcla perfecta de distintos estilos. Kalejira Al-Buk (1994), en este trabajo Kepa camina hacia una música más cuidada, elaborada y compleja anunciando lo que será la base de su futuro musical. Lau Eskutara (1995), es uno de sus trabajos más especiales. Un mano a mano intenso con el músico portugués Júlio Pereira que desemboca en una mezcla de talentos. Leonen Orroak (1996) es otra apuesta más por la diversidad de estilos. En esta ocasión al músico de Rekalde le acompaña el albokari Ibon Koteron y una larga lista de colaboradores reunidos para homenajear al gran albokari León Bilbao. Un trabajo que profundiza en sus raíces y que destaca por su elaborada producción.

### Confirmación
En 1998 presenta uno de sus trabajos más importantes: Bilbao hora 00:00h en el que más de 40 músicos trabajan en este homenaje a su ciudad natal. Con este trabajo Kepa Junkera recoge innumerables premios con los que definitivamente se reconoce a nivel mundial la labor del músico vizcaíno. Maren (2001), disco con puerto de salida en el País Vasco y Armenia, Bulgaria y Albania entre otros lugares en el horizonte. K (2003), disco doble, grabado en directo en el Teatro Arriaga y con el que logró el Grammy Latino al Mejor Álbum Folk. Athletic Bihotzez (2004) un canto muy especial a su equipo de fútbol de toda la vida, el Athletic Club.
Dos años después presenta su trabajo HIRI (2006) en el que rememora, evoca y sueña ciudades, imágenes e historias urbanas que el trikitilari bilbaíno ha recuperado a través de su música y que fue seleccionado como el mejor disco de World Music (enero de 2007) por la World Music Charts Europe. En septiembre de 2008 presentó ETXEA. Un disco en el que 27 temas tradicionales de la cultura vasca se rodean de nombres como Estrella Morente, José Antonio Ramos, Dulce Pontes, Miguel Bosé, Ana Belén, Víctor Manuel, Sole Giménez, Miguel Ríos, Michel Camilo, Andrés Calamaro, Joaquín Díaz, Amancio Prada, Roberto Fonseca, Tito Paris, Luis Ramiro... y así hasta 42 cantantes y 15 músicos. 
En junio de 2009 se presenta Provença Sessions, serie Fandango. Un álbum recopilatorio de temas compuestos íntegramente por el músico Kepa Junkera que en esta ocasión se hace acompañar por Melonius Quartet para la ejecución de los mismos de una manera diferente y novedosa, creando nuevos espacios sonoros en los que descubrir otra faceta distinta de la música del compositor bilbaíno.
En noviembre de 2009 Kepa Junkera presenta Kalea. En realidad es la segunda parte de la trilogía que comenzó con Etxea. En esta ocasión, Kepa Junkera ha viajado al continente americano para encontrarse y grabar con multitud de artistas 24 temas de música tradicional vasca. En total 82 artistas de 11 países diferentes entre los que destacamos cantantes como Juanes, Lila Downs, Pablo Milanés, Ximena Sariñana, Liliana Vitale, Pedro Aznar, Patricia Sosa, León Gieco, Susana Baca, Ivan Lins, Pamela Rodríguez, Nora Sarmoria , etc. y músicos de la talla de Lito Vitale, Celso Duarte, Leonardo Amuedo, Carlinhos Antunes, Armando Marçal, Da Lua o Ernesto Snajer entre otros los cuales han colaborado en este disco que es fiel reflejo de un proyecto que traspasa las barreras de un idioma ancestral.
En marzo de 2010 publica Habana Sessions. Compuesto por 11 cortes de temas ya conocidos del músico vizcaíno y en el que solamente escucharemos los sonidos de una trikititxa y un piano, viene a completar el proyecto Fandango que arrancó en junio del 2009 con el disco Provença Sessions.
Grabado enteramente en la ciudad de La Habana en abril de 2009, este álbum cuenta con la trikitixa y las melodías de Kepa Junkera, aderezado con la sencillez y la sutileza del cubano Rolando Luna, pianista de “Buena Vista Social Club”.
Por último, a finales de junio de 2010, Kepa Junkera junto a Xabier Amuriza y Leioa Kantika Korala presentan el disco Beti bizi compuesto por 12 temas en los que se fusionan a la perfección nuestro pasado, el mundo coral y la música electrónica. Beti bizi es una nueva propuesta musical en la que se aúnan pasado, presente y quizá incluso se puedan adivinar pautas de un próximo futuro.

## Colaboraciones
A esta labor discográfica hay que añadirle numerosas colaboraciones llevadas a cabo con músicos tan dispares como: La Bottine Souriante, María del Mar Bonet, Justin Vali, Hedningarna, Phil Cunningham, Liam O'Flynn, Béla Fleck, José Antonio Ramos, Xosé Manuel Budiño, Alasdair Fraser, Andy Narell, La Musgaña, Glen Velez, Carlos Núñez, Voces Búlgaras, Luis Antonio Pedraza, Caetano Veloso, Marina Rossell, Andreas Vollenweider, The Chieftains, Dulce Pontes y Pat Metheny, entre otros. Asimismo, ha compuesto un gran número de singles y temas para diferentes entidades, entre los que destaca el tema de Mari Jaia, dedicado a la reina de las fiestas de la Aste Nagusia de Bilbao, que ya se ha convertido en todo un himno de su ciudad natal. 
También ha participado en diversas actividades culturales en favor del euskera como la Korrika, Ibilaldia, Nafarroa Oinez, Herri Urrats, Euskal Eskola Publikoa, etc. Además, colaboró junto al escritor Bernardo Atxaga y al escultor Nestor Basterretxea en el acto “Memoria Viva”, un homenaje en memoria de las víctimas de la guerra civil española.
Como productor, Kepa ha producido la totalidad de sus discos, así como una larga lista de trabajos de otros músicos, entre los que cabe resaltar en el año 2000 la coproducción de uno de los discos más importantes del grupo Oskorri URA y Quercus Endorphina del año 2001 del grupo Oreka TX que fue la primera gran apuesta de Kepa Junkera por la txalaparta y donde comenzó un camino para desarrollar este instrumento, que ahora mismo continua gracias a su labor como director artístico de la Compañía de Euskadi de Txalaparta, ETXAK, sin olvidarnos que en 2004 produce también el disco de Ibon Koteron Airea, que viene a continuar la labor llevada a cabo en Leonen Orroak impulsando y evolucionando a la alboka como instrumento. En 2009 produce el disco SOSEGUA del txistulari Garikoitz Mendizabal desarrollando el txistu como instrumento musical.
Kepa Junkera ha cosechado una amplia lista de conciertos ofrecidos por todo el mundo entre las que destacan el concierto con la Orquesta Sinfónica del País Vasco en el Festival Folk de Getxo, numerosas actuaciones en las diferentes ediciones del Celtic Connections de Glasgow, giras por diferentes países de Europa, Estados Unidos, Argentina, Chile, Brasil y Japón entre otros. 
En el año 2018, produce y dirige el Libro-CD “De Mano en Mano” a Luis Antonio Pedraza, músico folk zamorano y miembro de La Musgaña en un proyecto que ofrece una visión renovada de melodías recogidas en las comarcas de Aliste, Sayago o La Raya con Portugal. 
Además, Junkera, cuya música es usada por la Compañía Nacional de Danza o para discos seleccionados por Pedro Almodóvar ofrece una labor docente en Musikene, el Centro Superior de Música del País Vasco, llevando tanto a la música tradicional vasca como a sus instrumentos a un nuevo espacio más acorde con los tiempos que corren.

## Discografía
- Infernuko auspoa - Kepa, Zabaleta eta Motriku - (1986)
- Triki Up - Kepa, Zabaleta eta Imanol - (1990)
- Trikitixa Zoom (1991)
- Trans-Europe Diatonique - Kepa Junkera, John Kirkpatrick y Riccardo Tesi - (1993)
- Kalejira Al-buk (1994)
- Lau eskutara - Júlio Pereira & Kepa Junkera - (1995)
- Leonen orroak - Kepa Junkera y Ibon Koteron - (1996)
- Bilbao 00:00] (1998)
- Tricky! (2000)
- Maren (2001)
- K (2003)
- Athletic bihotzez (2004)
- Hiri (2006)
- Etxea (2008)
- Provença Sessions (2009)
- Kalea (2009)
- Habana Sessions (2010)
- Beti bizi (2010)
- Herria  (2010)
- Ultramarinos & coloniales (2011)
- Ipar haizea Kepa Junkera y la Orquesta Sinfónica de Euskadi (2011)
- Galiza (2013)
- Trikitixaren historia txiki bat (2014)
- Maletak (2016)
- Enllà (2017)
- Te, con Samurai Accordion (2017)
- FOK (2017)
- Kirineoc, con la Cobla Sant Jordi (2018)
- De mano en mano con Luis Antonio Pedraza (2018)
- Ath-Thurdâ (2018)

## Premios
- Premios Grammy Latino al Mejor Álbum Folk por K (2004)
- Premio de la Música al Mejor Álbum de Música tradicional por el Álbum Herria (2011)[9]
- Premio Nacional de Folclore Martínez Torner (2013)

- Premio Rebulir de Cultura Tradicional (2015)[10]